# Публий Пупиен Максим
Публий Пупиен Максим (на латински: Publius Pupienus Maximus) e римски благородник, внук на император Пупиен (238 г.).
Син е на Марк Пупиен Африкан (консул 236 г.) и Корнелия Марулина. Баща му е син на император Марк Клодий Пупиен Максим и Секстия Цетегила. Брат е на Пупиена Секстия Павлина Цетегила, която се омъжва за Марк Меций Проб (* 220 г.), син на Марк Помпоний Меций Проб (консул 228 г.) и има син Марк Меций Орфит (* 245), който се жени за Фурия (дъщеря на Гордиан III).
По бащина линия е племенник на Тит Клодий Пупиен Пулхер Максим (суфектконсул 224 или 226 г.) и братовчед на Луций Клодий Тиней Пупиен Бас (* 220 г., проконсул на Кирена 250 г.).